# Бозетти, Алекси
Алекси́ Бозетти́ (фр. Alexy Bosetti; род. 23 апреля 1993[…], Ницца) — французский футболист, нападающий клуба «Анси». Победитель молодёжного чемпионата мира 2013 года.

## Карьера
Алекси начал свою карьеру в юношеской команде «Савигаль Спортс», куда он попал в возрасте 6 лет. В 2009 году его заприметили скауты клуба «Ницца», и в том же году 16-летний нападающий перешёл в стан «орлов». 20 мая 2012 года Бозетти дебютировал в основном составе «Ниццы», выйдя на замену в матче против «Лиона». Свой первый гол в карьере и в составе «орлов» он забил 28 ноября 2012 года в матче Кубка лиги против «Монпелье».
24 января 2019 года Бозетти подписал контракт с клубом Чемпионшипа ЮСЛ, второй лиги США, «ОКС Энерджи». Дебютировал за «Энерджи» 9 марта 2019 года в матче стартового тура сезона против «Эль-Пасо Локомотив». 30 марта 2019 года в матче против «Рино 1868» забил свой первый гол за «Энерджи».
15 августа 2019 года Бозетти был обменян в «Эль-Пасо Локомотив» на Дерека Гебхарда. За «Локомотив» дебютировал 14 сентября 2019 года в матче против «Ориндж Каунти». 21 сентября 2019 года в матче против «Колорадо-Спрингс Суитчбакс» забил свой первый гол за «Локомотив». 28 июня 2020 года Бозетти и «Эль-Пасо Локомотив» расторгли контракт по взаимному согласию сторон.